# Midori (system operacyjny)
Midori – nazwa kodowa systemu operacyjnego napisanego w kodzie zarządzanym, rozwijanego przez firmę Microsoft.
W 2015 roku Microsoft przerwał prace nad Midori.

## Historia
Projekt Midori jest związany z eksperymentalnym systemem Singularity, jest określany jako potencjalny komercyjny następca tego projektu badawczego. Projekt badawczy nad nowym jądrem, napisanym całkowicie w kodzie zarządzanym, rozpoczął się w 2003 r. Najważniejszą cechą jądra Singularity jest programowa izolacja procesów (Software-Isolated Processes – SIP).
Pierwszy raz nazwa Midori pojawiła się w dokumencie wydanym przez Microsoft Research, CHESS: A systematic testing tool for concurrent software. Niektóre źródła uznały, że Midori może być przyszłym następcą Windows.
Nad Midori pracował Eric Rudder, wiceprezes ds. strategii rozwoju technicznego Microsoft, dawniej odpowiedzialny za oprogramowanie serwerowe firmy, który od 3 lat był bezpośrednio podległy Billowi Gatesowi.
Do 2015 roku projekt Midori był rozwijany jako jeden z wielu projektów w Microsoft Research.

## Technologia
System miał być przystosowany do działania na procesorach o architekturach x86, x64 i ARM, ale także jako system hostowany na hyperwizorze Windows Hyper-V, czy bezpośrednio przez proces Windows.